# Wimbledon Park
Wimbledon Park est un parc urbain situé à Wimbledon dans la banlieue sud et est de Londres, d'où il tire son nom. Avec ses 27 hectares, c'est le deuxième plus grand parc dans le borough de Merton. Wimbledon Park ne doit pas être confondu avec Wimbledon Common, plus grand et plus connu.
Il a aussi donné son nom à la station de métro Wimbledon Park (la ligne de métro District line passe à l'est du parc). À l'ouest du parc, on trouve le complexe tennistique de All England Lawn Tennis and Croquet Club dans lequel se déroule annuellement le tournoi de Wimbledon.  

## Description
Le parc comprend à l'origine les terres de Wimbledon Park House, le manoir de Wimbledon, situé sur une colline au sud, près de St Mary's Church, l'église paroissiale de Wimbledon. Plusieurs propriétaires agrandissent le parc vers le nord et l'est. Il atteint sa taille maximale au XIXe siècle et devient l'une des propriétés des Spencer, Lords of the Manor. Le parc fut redessiné au XVIIIe siècle par Capability Brown quand un lac se forma à la suite de la construction d'un barrage sur la rivière Wandle à Earlsfield.
En 1846, Frederick Spencer, 4e comte Spencer, vend la propriété et le manoir à John Augustus Beaumont, un promoteur, qui fait construire de nouvelles routes et vend certaines terres pour la construction de maisons. Deux routes portent encore son nom aujourd'hui : Augustus Road et Beaumont Road. Le développement du secteur démarre lentement et se poursuit durant la deuxième moitié du XIXe siècle, grignotant progressivement le parc.
Le parc fut ensuite acheté par la ville de Wimbledon, juste avant la Première Guerre mondiale. Il devient, avec son lac ornemental, le terrain du Wimbledon Club et du Wimbledon Golf Course, le seul vestige de l'ancien parc de Wimbledon. Plus tard au XXe siècle, le district de Merton vend le golf au All England Lawn Tennis and Croquet Club, tout en gardant le jardin public et le lac.

Au nord du parc se trouve le Horse Close Wood, une vieille partie boisée, principalement de frênes et de chênes. 

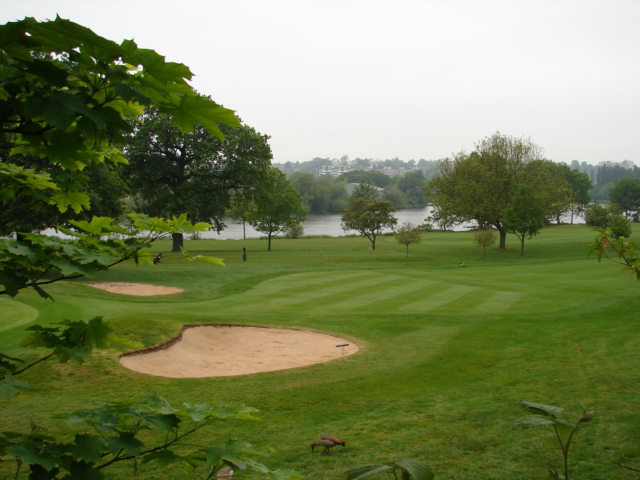
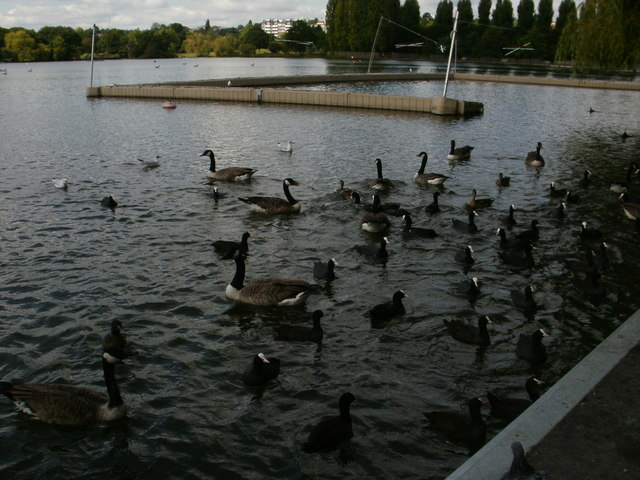
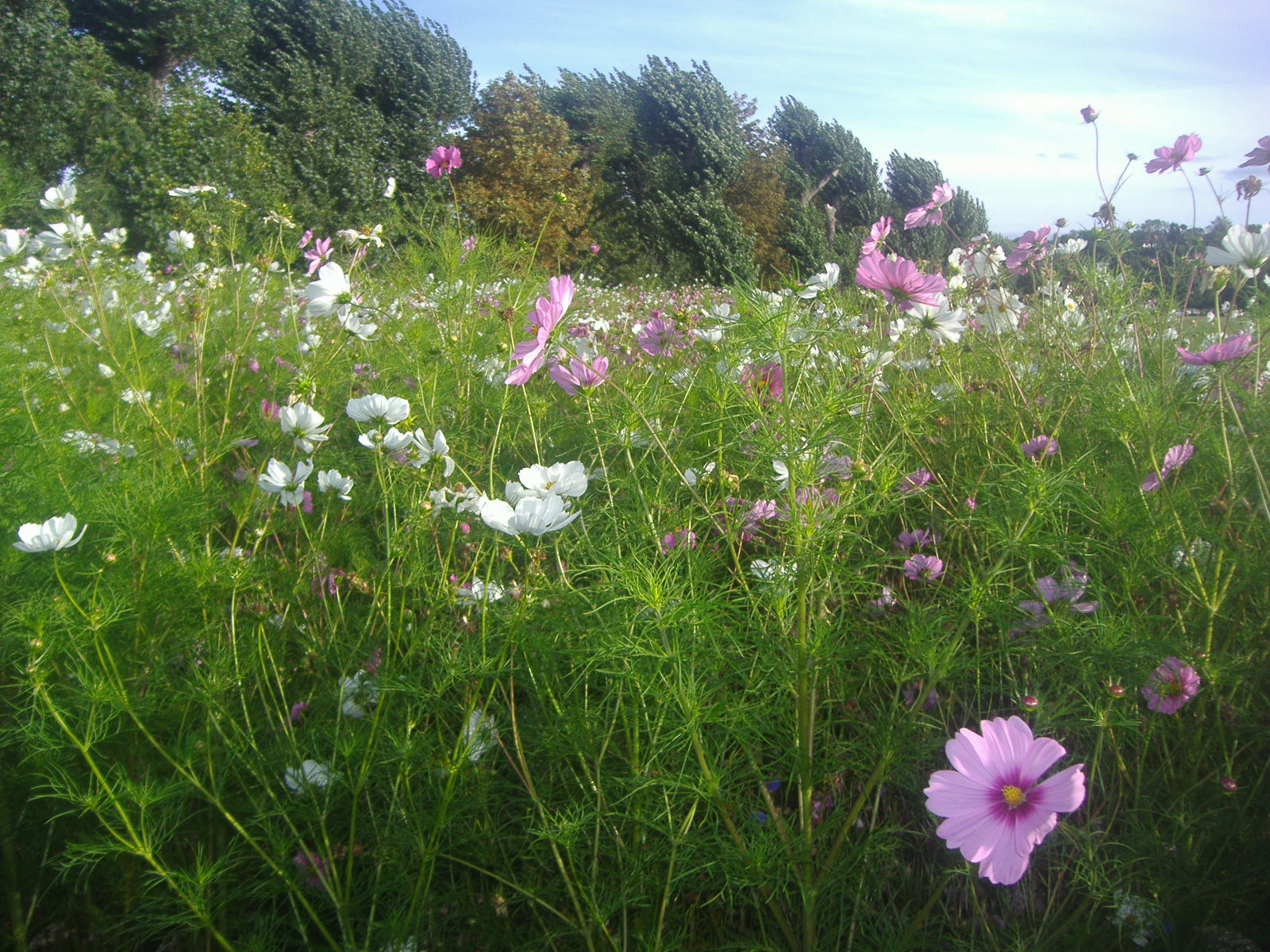
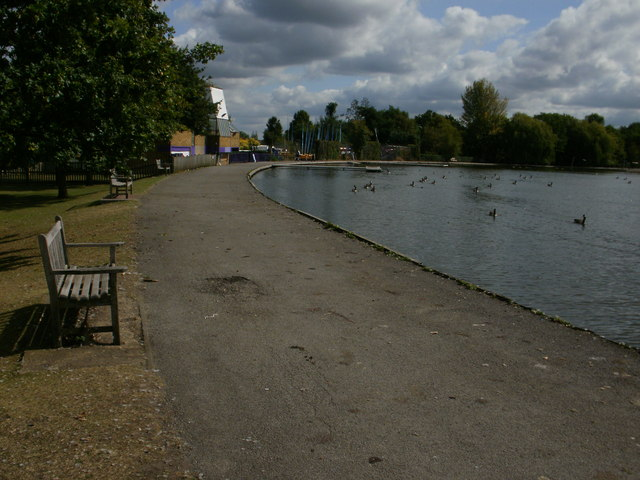